# Otterndorf
Otterndorf (Plattysk Otterndörp) er en by med ca 7200 indbyggere, 10 km øst for Cuxhaven i den tyske delstat Niedersachsen, beliggende mellem Elben, og den i Elben udmundede flod Medem og kanalen Elbe-Weser-Schifffahrtsweg. Havbadet Otterndorf tilhører fælleskommunen (Samtgemeinde) Land Hadeln og til Landkreis Cuxhaven. Byen er kendt for sine historiske bindingsværkshuse.
Øst for byen udmunder i Elben den 153 km lange flod Oste. Den løber gennem landkredsene Harburg, Rotenburg, Stade og Cuxhaven.

## Historie
Allerede i 1292 nævnes en pastor fra Otterndorf i et pavedokument. Da der endnu ikke var nogen diger, der beskyttede bosættelsen mod oversvømmelser, byggede man husene på kunstigt anlagte jordhøje, et såkaldt værft. På grund af beliggenheden ved bifloden Medem, ikke langt fra Elben, fik denne bosættelse tidligt en stor betydning som ladeplads for korn. Mange bevarede pakhuse ved bredden af Medem minder stadig i nutiden om den livlige handel.
I 1400 fik byen sine købstadsrettigheder af hertugdømmet Sachsen-Lauenburg, som regerede Land Hadeln med Otterndorf fra 1260 til 1689. Derefter kom området i 42 år under kejserlig tvangsforvaltning og 1731 under Hannover. Da Kongeriget Hannover i 1866 blev annekteret af Preußen, delte Hadeln skæbne med hannoveranerne. Men Hadlers indbyggere forstod alligevel at bevare deres dokumenterede rettigheder, som dog på grund af de vekslende magthavere og moderniseringen af forvaltningsvæsenet efterhånden gik tabt. Hadeln og dermed Otterndorf var altid en bastion for frihed, som man af og til måtte forsvare med våbenmagt. Mod nord, øst og syd blev byen omgivet af volde og voldgrave, mens floden Medem beskyttede mod angreb fra vest. Borgerne og de velhavende bønder lagde stor vægt på at deres børn fik en god uddannelse. Allerede i 1445 får byen sin egen latinskole. Omkring 1450 blev Otterndorf inddiget, og i 1468 bosatte de første håndværkere sig i byen.
1481 fik byen sine saksiske købstadsrettigheder. I 1524 havde byen 107 husstande, og i året 1541 får byen sin egne købstadsrettigheder. 1583 begynder byggeriet af rådhuset. 1615 forstærkes slottes befæstning, og der bygges to broer over voldgravene.
1717 sætter en stormflod den gamle by under vand, og i 1825 truer en stormflod Otterndorfs sluser. 1877 fik byen en socialdemokratisk vælgerforening. 1881 kommer jernbanen til byen, 1883 indvies jernbanestationen, og året efter får byen sit eget posthus på Wesermünder Straße.

## Kultur og seværdigheder
Det gamle barokke murstenshus Kranichhaus er fra 1585. 1735 kom det store baghus til. Tranehuset) fik sit nuværende udseende omkring 1760. Den barokke murstensfacade og de prægtige stuklofter er fra tiden 1714 til 1788. Den 30. juni 1964 blev det barokke Kranichhaus indviet som museum. Museet viser udstillinger om bøndernes og de borgerliges liv i Land Hadeln indtil omkring 1850. For at bevare huset, blev selskabet Kranichhaus-Gesellschaft grundlagt. De 400 betalende medlemmer hjalp med indretningen og udnyttelsen af huset som museum og arkiv for landkredsen.
På byens torv står bronzeskulpturen De Utröper (udråberen). Der Utröper blev før i tiden ansat af byrådet for at forkynde borgerne de vigtigste nyheder. Det var også muligt for byens forretningsfolk at leje udråberen til at reklamere for deres nye varer.
Rådhuset fra 1583 blev bygget efter en hertugelig befaling: „En kælder skal anlægges og derover skal der bygges et hus, som egner sig til et rådhus“. I foyeren er der udstillet nogle genstande fra Otterndorfs byhistorie. Oliemalerier af Karl Otto Matthaei (1863-1931, Carl Langhein (1872-1941) og Karl Krummacher (1867-1955) viser personer fra Otterndorf. Den barokke bindingsværksbygning fra 1685 med sine væg- og loftsmalerier blev fra 1994 til 1995 restaureret indvendig. Rådhussalen benyttes også i nutiden til byrådets møder.
Latinskolen er et bindingsværkshus i flere etager fra 1614. Skolen kan dokumenteres helt tilbage til 1445. 1828 blev den forhøjet med en etage. Mellem fagene blev der anvendt mursten i forskellige størrelser. I tagrytteren hang der oprindelig en klokke, som desværre gik tabt. Skolen var i mange år den eneste mulighed for indbyggerne i Land Hadeln at erhverve en almindelig uddannelse, og derefter studere på universiteterne, hvis de havde råd. 1892 blev latinskolen nedlagt. Digteren og oversætteren Johann Heinrich Voß var fra 1778 til 1792 latinskolens rektor. Ved Severikirkens sydside står hans mindesmærke.
Otterndorf har mange store og små pakhuse med kraner i tagetagen. Bag ved kirken ved floden Medem ligger pakhuset Bullsche Speicher, et af byens største murstens-pakhuse. I nutiden benyttes de overvejende til bolig- og forretningshuse.
Den evangeliske kirke Severikirche, er en såkaldt bondedomkirke, (finansieret af de lokale bønder). Kirken er den største kirke i Hadeln, og dens ældste dele stammer sandsynligvis fra den anden halvdel af det 12. århundrede. Det runde kirketårn fra omkring 1100 blev nedrevet i 1556, det efterfølgende tårn led den samme skæbne i 1804. Det nuværende tårn stammer fra 1807, bygget – dengang uden spids. På grund af den manglende spids, blev det fra 1837 til 1850 benyttet som optisk telegrafstation (for linjen Cuxhaven––Stade––Hamborg); Otterndorferne udnyttede også tårnet som vandtårn. 1876 fik tårnet et 48 meter højt spir.
Den katolske kirke Heilig-Kreuz-Kirche er fra 1952. 1956 blev menigheden Kirchengemeinde Otterndorf oprettet. 1976 blev bygningen restaureret. 1981 blev fik kirken en pastor. 2015 gik den sidste pastor på pension, men blev boende i Otterndorf. I nutiden består kirkens menighed - foruden af fordrevne tyske flygtninge fra 2. verdenskrig og deres efterkommere - også af nye borgere fra det sydlige og vestlige Tyskland, Polen, Italien, den tidligere Sovjetunion og Portugal.
På Elben ud for Otterndorf sank eller strandede i det sidste århundrede mange skibe. Et af disse skibe er det engelske dampskib SS Kaffraria, som den 7. januar 1891 på vej til Hamborg strandede ved høfden Glameyer Stack. Lasten bestod af glas og fajancevarer, hus og køkkenredskaber, legetøj, uld, værktøj og kul fra England. Den værdifulde last blev legalt, men også illegalt, lodset af beboerne ved strandingsstedet, før skibet sank. 1984 blev vraget fjernet på foranledning af "Wasser- und Schifffahrtsamt Cuxhaven", da det var til fare for småskibsfarten. Skibets bageste del med rorbladet og skibsskruen blev som mindesmærke placeret på strandområdet „See achtern Diek“. Information om vraget kan ses på vragmuseet "Windstärke 10 – Wrack- und Fischereimuseum Cuxhaven".
Ca. 1,5 og 2,5 km mod nordvest for bymidten ligger lystbådehavnen og strandbadet Nordseebad Otterndorf. Den 300 m lange græsstrand har sportsplads, strandkabineudlejning og toiletter. Fra badestranden kan man observere de store skibe på vej til og fra Hamborg. (ca. 60.000 om året). Ved siden af den grønne strand er der en indhegnet hundestrand med strandkurve. Også i denne "hundezone" har hundene linepligt.
Den 8.maj 2009 blev et messing-mindesmærke med navnene på 14 døde børn af tvangsarbejdere fra Østeuropa indviet: en skulptur af kunstneren Rachel Kohn - en mørk sky over en børneseng og derunder en mindeplade med de 14 navne og følgend tekst: "Med erindringen om de 14 børns skæbne kan vi forhåbentlig vække den kritiske ånd i nutidens ungdom". De døde børn blev i 1944 og 1945 begravet hemmeligt på byens kirkegård. Gravene med de 14 børn blev fundet i 1968.
- Kranichhaus
- Otterndorf
- Torvet
- Rådhuset fra 1583
- Odderbrønden ved rådhuset
- Otterndorf
- Mindemærke for SS Kaffraria
- Mindesmærke for digebyggeriet
- Mindesmærke for de 14 børn